# Варавин Олександр
Варавин («А. ЛИСТОПАД», «А. ПАДОЛИСТ», «Аполлоній ПАДОЛИСТ») Олександр Костянтинович  (*8 вересня 1899, Полтаво-Боголюбівка — †після 1930) — військовий, громадський і освітній діяч, поет, член Товариства українських письменників і поетів «Культ» у Подєбрадах; хорунжий піхоти Армії УНР.
Відповідно до українського законодавства є борцем за незалежність України у XX столітті.

## Біографія
Закінчив Катеринославську духовну школу, 4 класи Катеринославської духовної семінарії (1918), Спільну юнацьку школу (Каліш, 28 липня 1921) та Українські матуральні курси в Подєбрадах (жовтень 1924). Навчався в Катеринославському гірничому інституті та на історико-філософському факультеті Катеринославського університету (1919).
До українського війська прилучився в Києві 31 серпня 1919 року. У вересні 1919 році вступив до Кам'янець-Подільської спільної військової школи на гарматний відділ. Під час любарської катастрофи в листопаді 1919 захворів на тиф. У лютому 1920, видужавши, знову вступив до Військової школи. У її складі й «перебував під час всіх військових подій, наступів та відходів». Інтернований у таборі міста Каліша.
13 травня 1922 році взяв участь в організаційних зборах, на яких було створено літературний журнал «Веселка». Олександра Варавина обрано до складу редакційної колегії майбутнього періодичного видання. Євген Маланюк у рецензії на друге число «Веселки» боровся із впливом на О. Варавина (Аполлонія Падолиста) творчості російського поета Ігоря Сєвєряніна, зокрема написав: «п. Падолист безнадійно закохався не то в Чупринку, не то в Сєвєряніна…» Жертвував кошти на лікування вояків, хворих на сухоти. Автор поеми «Непомітні (відламок минулого)», присвяченої «Оборонцям Січеслава р. 1918».
Закінчив гідротехнічний відділ Української Господарської академії в Подєбрадах 1927 року. «Дипломний проект оборонив з успіхом добрим».
Юрій Винничук у книжці «Розіп'ята Муза. Антологія українських поетів, які загинули насильницькою смертю» (т. 1) стверджує, що Аполлоній Падолист повернувся в Україну і загинув насильницькою смертю.